# Tongaplatte

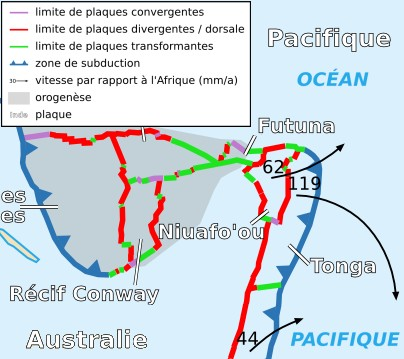
Karte der Tongaplatte und ihren benachbarten Platten (französisch)

Die Tongaplatte ist eine kleine tektonische Platte (Mikroplatte) im südwestlichen Pazifik bei Tonga. Sie liegt ungefähr bei 19° südlicher Breite und 173° östlicher Länge. Die Platte ist länglich und verläuft in Nordnordost–Südsüdwest-Richtung. Sie stellt eine nördliche Fortsetzung der Kermadec-Zone nördlich von Neuseeland dar. Die Tongaplatte umfasst eine Fläche von etwa 0,00625 Steradiant.
Begrenzt wird die Tongaplatte im Osten und Norden von der Pazifischen Platte, im Nordwesten von der Niuafo’ou-Platte und im Westen und Süden von der Indisch-Australischen Platte. Die Tongaplatte subduziert die Pazifische Platte entlang des Tongagrabens. Diese Subduktion geht nördlich von Tonga in eine Transformstörung über. Ein aktives Rift bzw. Spreizungszentrum trennt die Tongaplatte von der Australischen Platte und der Niuafo’ou-Platte im Westen. Die Tongaplatte ist seismisch sehr aktiv und rotiert im Uhrzeigersinn.